# Enrico Bombieri
Enrico Bombieri, né le 26 novembre 1940 à Milan, est un mathématicien italien.

## Biographie
Enrico Bombieri est connu notamment pour ses travaux en théorie des nombres, en géométrie algébrique, en analyse complexe et en théorie des équations aux dérivées partielles. Membre de l'Académie américaine des sciences, il est également membre associé étranger de l'Académie française des sciences depuis 1984 et membre de l'Académie des Lyncéens. 
Il travaille à l'Institute for Advanced Study de Princeton.

## Honneurs et récompenses
- Médaille Fields en 1974, pour contributions aux mathématiques du grand crible[3],[4], un concept introduit par Yuri Linnik en 1941[5],[6],[7].
- Prix Balzan en 1980
- Chevalier grand-croix de l'ordre du Mérite de la République italienne en 2002[8]
- Prix international du roi Fayçal (en) en 2010, avec Terence Tao
- Prix Joseph L. Doob en 2010 avec Walter Gubler pour l'ouvrage Heights in Diophantine Geometry (Cambridge University Press 2006)[9].
- Membre de l'Académie des Lyncéens
- Prix Crafoord en 2020[10],[11]
- L'astéroïde (17703) Bombieri porte son nom

## Publications
- avec Mario Miranda, Ennio De Giorgi Una maggiorazione a priori relativa alle ipersuperfici minimale non parametriche, Archive for Rational Mechanics and Analysis, vol 32, 1969, pp. 255–267.